# Garcibius osorioi
Garcibius osorioi är en mångfotingart som beskrevs av Chamberlin 1942. Garcibius osorioi ingår i släktet Garcibius och familjen stenkrypare. Inga underarter finns listade i Catalogue of Life.